# Phormium tenax

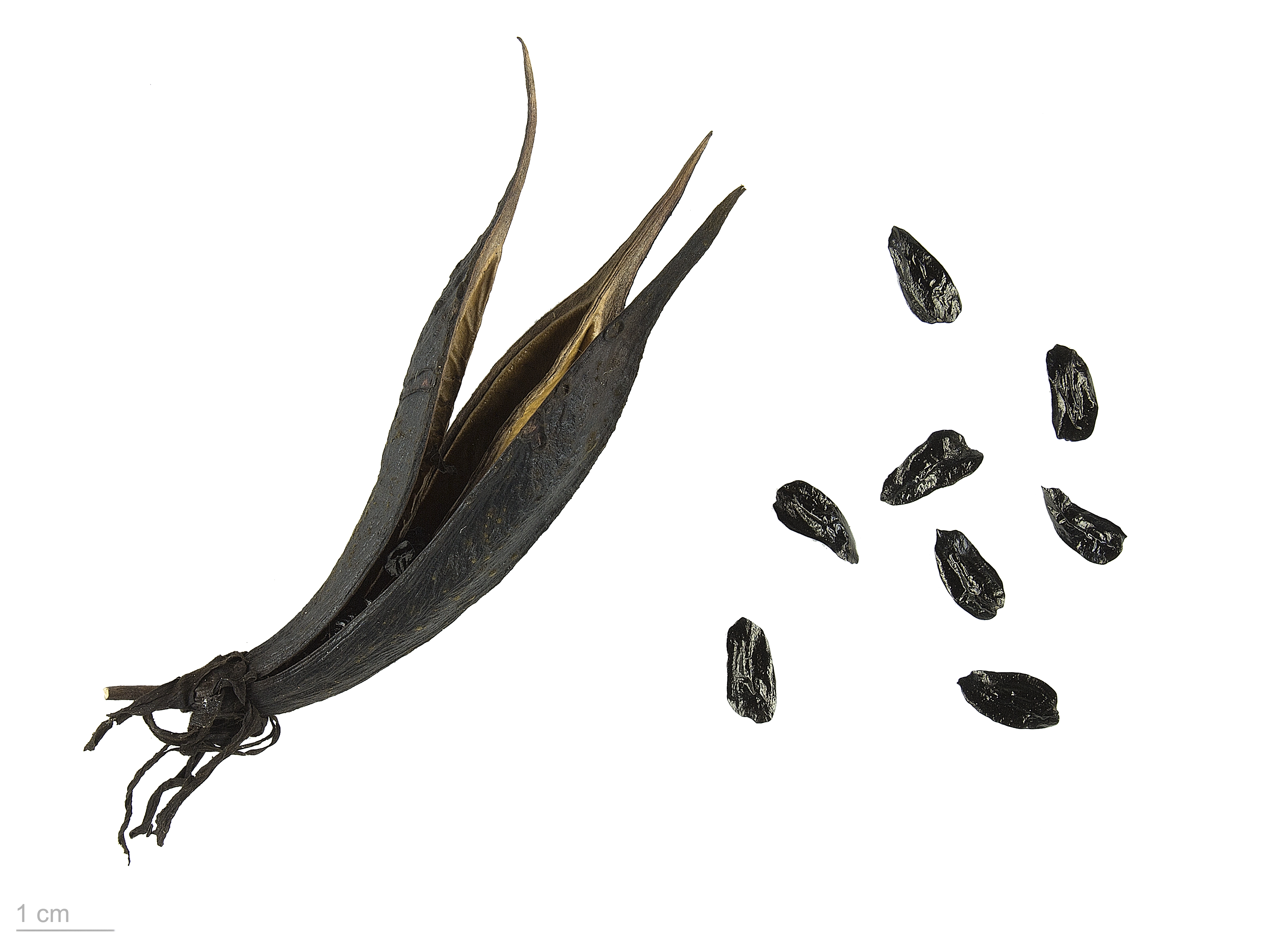
Phormium tenax

Phormium tenax là một loài thực vật có hoa trong họ Thích diệp thụ. Loài này được J.R.Forst. & G.Forst. miêu tả khoa học đầu tiên năm 1775.